# Carole Rouillard
Carole Rouillard, född 15 mars 1960, är en friidrottare från Kanada. Hon deltog vid olympiska sommarspelen 1988 och olympiska sommarspelen 1992.